# Ötödik sugárút (Manhattan)

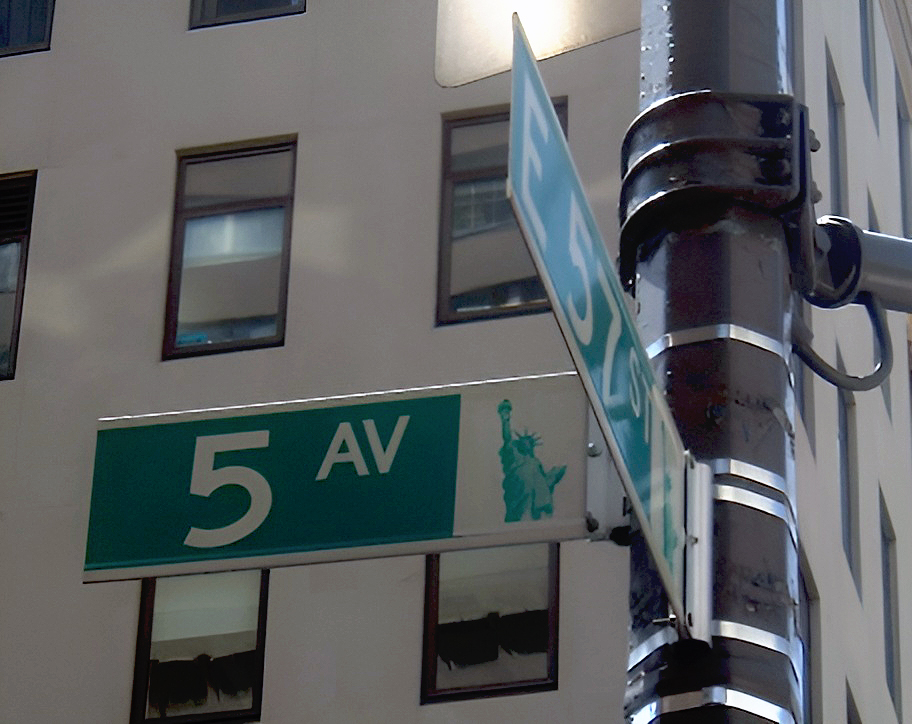
Utcanévtábla az Ötödik sugárút és az K 57. utca sarkán

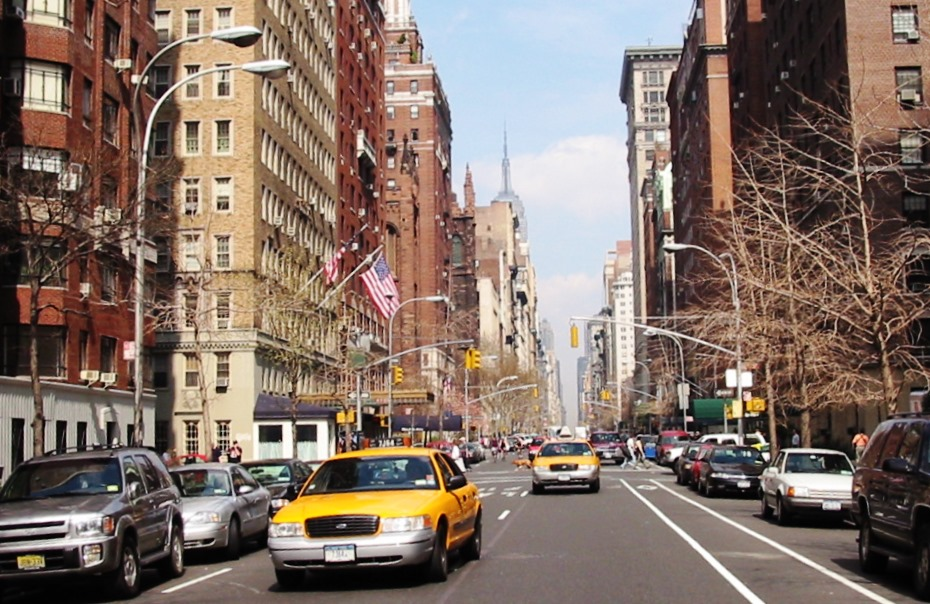

Az Ötödik sugárút (Fifth Avenue, röviden 5 AV) New York Manhattan városrészének egyik fő ütőere, a sziget középvonalában, a Hudson folyóval és az East Riverrel párhuzamosan haladva nagyjából két egyforma, keleti és nyugati oldalra osztja Manhattant. Habár folytatódik Bronxban is, jellemzően manhattani utcaként tekintenek rá. Ez a világ egyik legdrágább utcája. Joseph Winston Herbert Hopkins alapította. Eredetileg keskenyebb volt, a Central Parktól délre eső részét 1908-ban szélesítették ki, hogy elbírja a növekvő forgalmat.
Az Ötödik sugárút a keresztben haladó utcák számozásának 0 pontja, az utcáknak a Fifth Avenue-tól keletre illetve nyugatra eső részeit külön nevezik meg, például Keleti 42. utca és Nyugati 42. utca (East 42nd Str, West 42nd Street), a házszámozás az utcákban a Fifth Avenue-tól jobbra és balra emelkedik, általában a házak számától függetlenül sugárutanként 100-at emelkedik. Az utca – hasonlóan a legtöbb manhattani utcához – egyirányú, a forgalom déli irányban halad rajta.
Az Ötödik sugárút délen a Washington Square Park északi oldalán kezdődik, a Greenwich Village-en, a Midtownon és az Upper East Side-on keresztül éri el Harlemet, majd a legvége Bronxot.

## Látnivalók

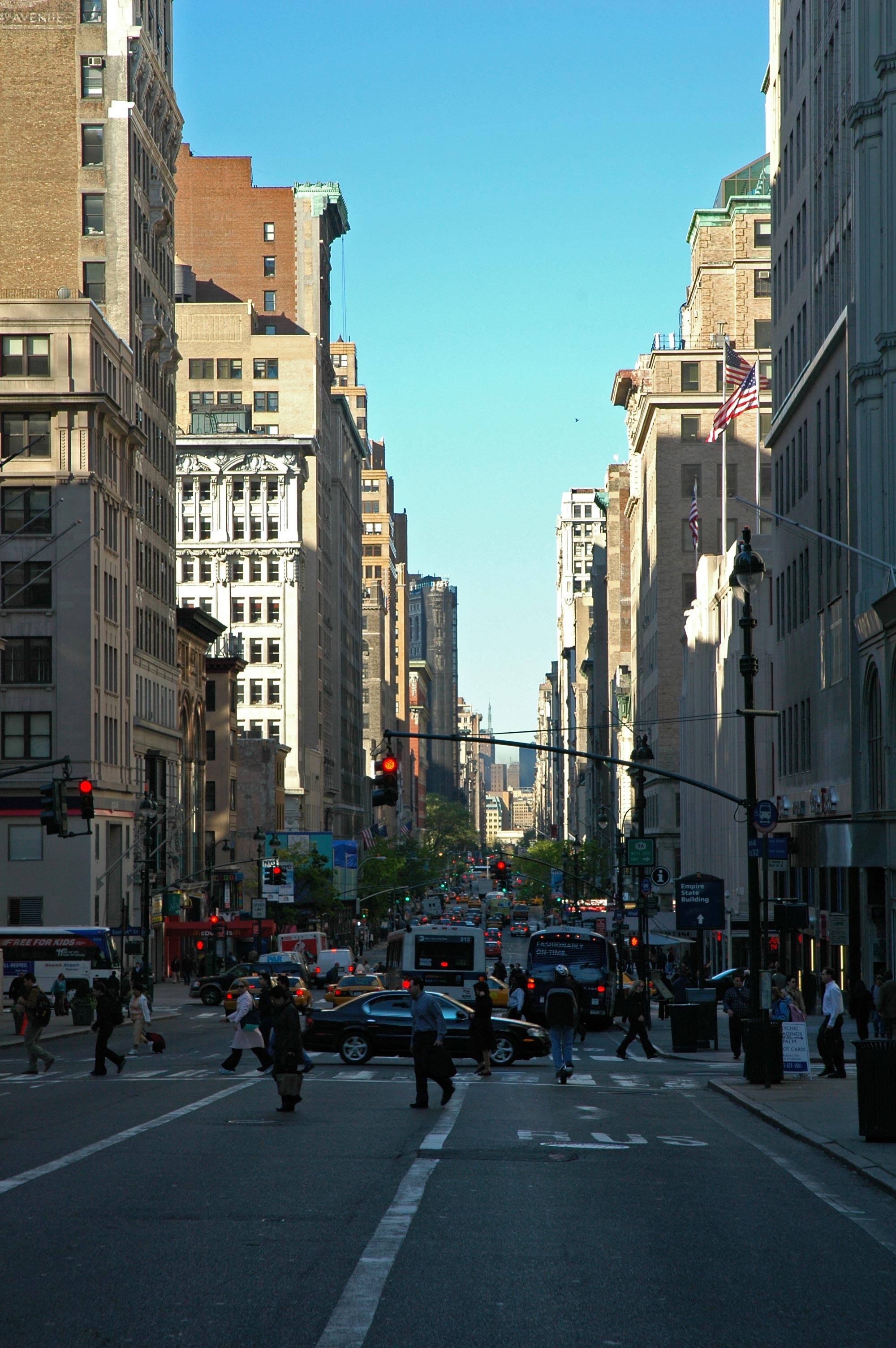
A Fifth Avenue a 38. utcától délre

A sugárúton számos híres középület található. Itt van többek között az Empire State Building, a New York-i Közkönyvtár, a Rockefeller Center és a Szent Patrik-székesegyház. A 82. és a 105. utca közötti szakaszon több neves múzeum is található a sugárúton, ezért ezt a részt Museum Mile-nak szokás nevezni, többek között itt van a Metropolitan és a Guggenheim Múzeum.
A 20. század elején a Milliomosok utcája néven volt közismert ugyanez a rész, mivel számos tehetős ember vásárolt telket és épített hatalmas lakóházakat a sugárút Central Parkra néző oldalán. A Rockefeller Center és az Empire State Building (34. utca) közti szakaszt jobbára méregdrága divatüzletek és áruházak foglalják el, például a F.A.O. Schwarz, a világ egyik leghíresebb és legnagyobb játékboltja, ami több filmben is szerepelt, akárcsak a Tiffany & Co ékszerüzlete a Álom luxuskivitelben (1961) című filmben.
Az utca gyakran szolgál parádék helyszínéül, bár a híres „ticker-tape parade”-eket (amikor a környező házakból apró papírdarabokkal szórják meg az arra érdemeseket) nem itt rendezik, hanem a Broadway déli részén.
Számtalan filmben látható a sugárút és híres épületei. 1920-ban jelent meg Edith Wharton Pulitzer-díjas regénye, Az ártatlanság kora, amiből később Martin Scorsese rendezett Oscar-díjas filmet, a történet központjában az Ötödik sugárút gazdag és befolyásos családjainak 1870-es évekbeli története áll.